# Diocesi di Mosinopoli
La diocesi di Mosinopoli (in latino Dioecesis Mosynopolitana) è una sede soppressa e sede titolare della Chiesa cattolica.

## Storia
Mosinopoli, il cui sito archeologico si trova a pochi chilometri ad ovest di Komotini nel nord-est della Grecia, è un'antica sede vescovile della provincia romana di Rodope nella diocesi civile di Tracia. Faceva parte del patriarcato di Costantinopoli ed era suffraganea dell'arcidiocesi di Traianopoli.
La sede, erede della precedente arcidiocesi di Massimianopoli di Rodope, è menzionata per la prima volta nella Notitia Episcopatuum redatta dall'imperatore bizantino Leone VI (886-912) ed in seguito in tutte le Notitiae fino al XII secolo. Unico vescovo noto di Mosinopoli è Paolo, che prese parte al Concilio di Costantinopoli dell'879-880 che riabilitò il patriarca Fozio di Costantinopoli.
Dal XVIII secolo Mosinopoli è annoverata tra le sedi vescovili titolari della Chiesa cattolica; la sede è vacante dal 15 novembre 1966.

## Cronotassi

### Vescovi greci
- Paolo † (menzionato nell'879)

### Vescovi titolari
- Maciej Józef Ancuta † (1º ottobre 1710 - 24 ottobre 1722 succeduto vescovo di Vilnius)
- Alexander Smith † (19 settembre 1735 - 21 agosto 1767 deceduto)
- Henryk Ludwik Plater † (27 settembre 1858 - 4 luglio 1868 deceduto)
- Francisco Mora y Borrell † (20 maggio 1873 - 12 maggio 1878 succeduto vescovo di Monterey-Los Angeles)
- Nicolae Iosif Camilli, O.F.M.Conv. † (16 settembre 1881 - 27 giugno 1884 nominato vescovo di Iași)
- Albert Pascal, O.M.I. † (2 giugno 1891 - 3 dicembre 1907 nominato vescovo di Prince Albert)
- Longin Żarnowiecki † (7 aprile 1910 - 29 settembre 1915 deceduto)
- Benjamin-Octave Roland-Gosselin † (3 luglio 1919 - 3 aprile 1931 succeduto vescovo di Versailles)
- René Graffin, C.S.Sp. † (14 dicembre 1931 - 14 settembre 1955 nominato arcivescovo di Yaoundé)
- Rudolf Joseph Manfred Staverman, O.F.M. † (29 aprile 1956 - 15 novembre 1966 nominato vescovo di Sukarnapura)